# Vollrath von Krosigk
Freiherr Vollrath von Krosigk (* 31. Mai 1819 in Poplitz; † 18. August 1889 ebenda) war ein deutscher Rittergutsbesitzer, Hofbeamter und Parlamentarier.

## Leben

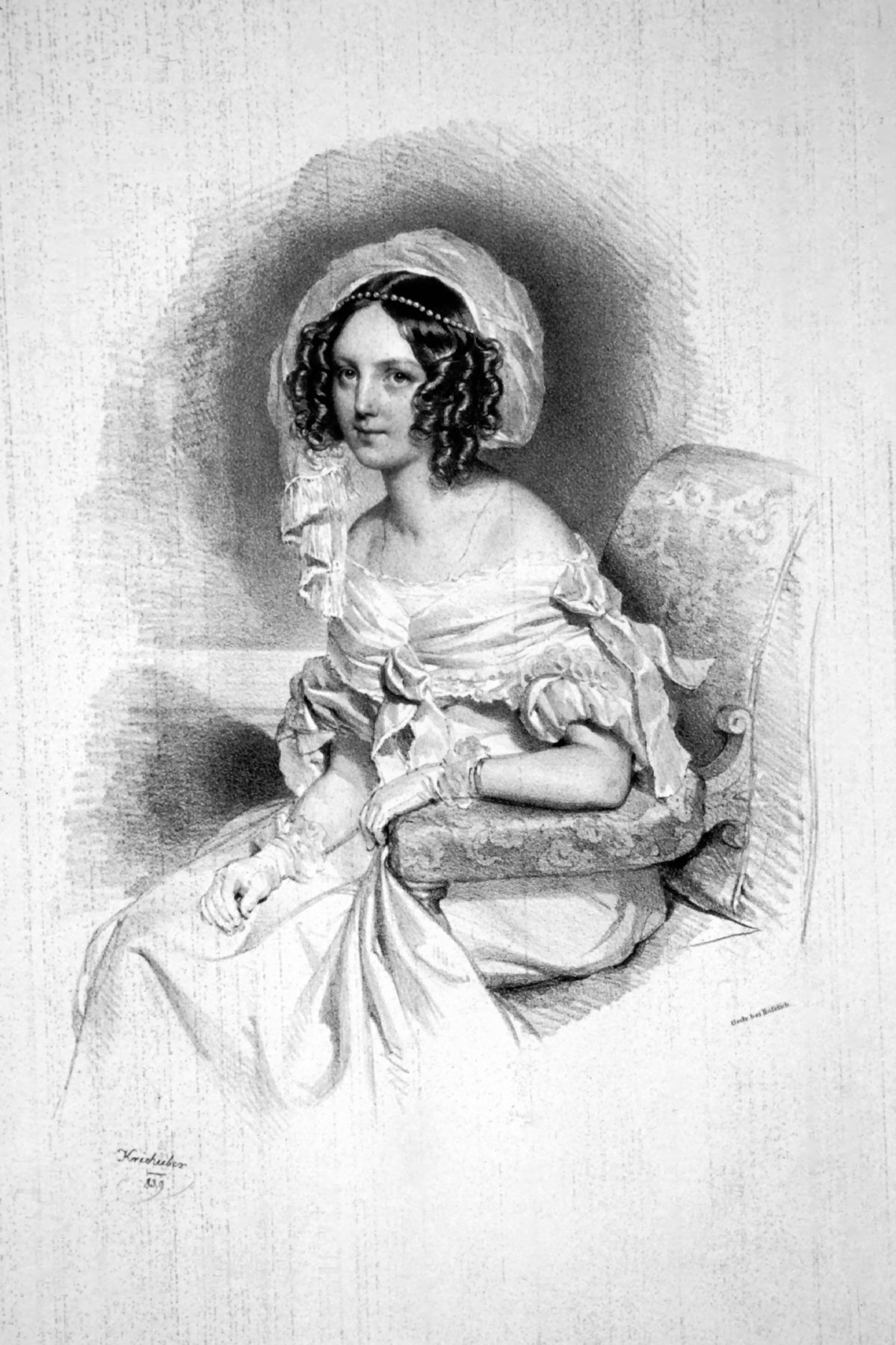
Antonie Gräfin von Seilern, geborene Freiin von Krosigk (1839)

Vollrath von Krosigk wurde als Sohn des Freiherrn und Rittergutsbesitzers Dedo von Krosigk und dessen Ehefrau Auguste geb. von Hagen auf dem Rittergut Poplitz geboren. Zu seinen Geschwistern zählten Antonie Emilie Auguste (1811–1877), Louise (1814–1841), Friederike („Freda“, 1815–1886), Sophie (1815–1873), Hermann (1824–1886) und Bernhard von Krosigk (1833–1855).

### Wirken
Vollrath von Krosigk besuchte das Klostergymnasium Magdeburg und die Ritterakademie Brandenburg. Nach dem Abitur studierte er an der Universität Bonn und wurde 1840 Mitglied des Corps Borussia Bonn. Nach Abschluss des Studiums, er trug den Titel Referendar a. D., und Militärdienst übernahm er 1847 von seinem Vater die Bewirtschaftung des Gutes Poplitz. Unter Einführung moderner landwirtschaftlicher Maschinen sowie neuer Viehrassen und Saatgüter baute er Poplitz zu einem Mustergut aus. Die von ihm angelegten Obstgärten galten als Mustergärten der Provinz Sachsen. Der Provinzial-Obst-Mustergarten in Diemitz ging auf seine Anregung zurück.
Vollrath von Krosigk war Erbtruchsess und seit 1865 preußischer Kammerherr. Am Deutsch-Französischen Krieg nahm er als Rittmeister teil. Er war langjähriges Mitglied des Provinziallandtags der Provinz Sachsen. 1880 wurde er dessen Vorsitzender und Vorsitzender des Provinzialausschusses. Von Krosigk war Mitglied des Preußischen Abgeordnetenhauses und von 1888 bis 1889 Mitglied des Preußischen Herrenhauses.

### Auszeichnungen
- Wirklicher Geheimer Rat, verbunden mit dem Prädikat Exzellenz, 1880

### Familie
Am 11. November 1842 heiratete Vollrath von Krosigk in Berlin Auguste Louise Elisabeth („Betty“) von Röder (1824–1856). Aus dieser Ehe gingen hervor:
- Clara (1844–1916), ⚭ 22. Juli 1863 Friedrich Joachim von Alvensleben
- Elisabeth Klara (1846–1875), ⚭ 5. Dezember 1866 Adolf Ludwig von und zu Gilsa
- Konrad Dedo Karl (1849–1900), ⚭ 23. November 1893 Marie Emilie Lohse, geborene Auerbach; Dedo war sächsischer Kammerherr, preußischer Leutnant, Ehrenritter des Johanniterordens, Wohnsitz Eberswalde[2][3]
- Helene Katharine („Käthchen“, 1854–1913)

Am 3. Januar 1858 heiratete er in Gröna Louise Albertine von Krosigk (1819–1889), eine Tochter seines Vaters Bruders Anton Emil von Krosigk. Aus dieser Ehe ging als einziger Erwachsener Anton Ferdinand von Krosigk (1858–1919) hervor.